# John Ardoin
John Ardoin ( 8 de enero de 1935, Alexandria, Louisiana – †18 de marzo de 2001, San José, Costa Rica), conocido como el crítico del The Dallas Morning News durante décadas, una de las figuras señeras del periodismo musical americano y uno de los máximos especialistas en Maria Callas.

## Libros
- The Callas Legacy: The Complete Guide to Her Recordings on Compact Disc, Pompton Plains, NJ: Amadeus Press, Fourth Edition, 1995 ISBN 0-931340-90-X A

- Callas at Juilliard: The Master Classes, Pompton Plains, NJ: Amadeus Press, 1984 ISBN 1-57467-042-5

- (con Gerald Fitzgerald), Callas: the Art and the Life, New York: Holt, Rinehart and Winston, 1974 ISBN 0-03-011486-1

- The Furtwängler Record, Pompton Plains, NJ: Amadeus Press, 1994 ISBN 0-931340-69-1

- Valery Gergiev and the Kirov: A Story of Survival, Pompton Plains, NJ: Amadeus Press, 2001 ISBN 1-57467-064-6

- The Stages of Menotti, New York: Doubleday, 1985 ISBN 0-385-14938-7